# Sanctuaire militaire d'Asiago
 (décembre 2023).
Si vous disposez d'ouvrages ou d'articles de référence ou si vous connaissez des sites web de qualité traitant du thème abordé ici, merci de compléter l'article en donnant les références utiles à sa vérifiabilité et en les liant à la section « Notes et références ».
Le sanctuaire militaire de Asiago, mieux connu comme le sanctuaire de Leiten, est l'un des principaux ossuaires militaires de la Première Guerre mondiale. Il est situé sur la colline de Leiten (prononcé Laiten) à Asiago, dans la région de Vénétie, à 1058 mètres d'altitude.
L'ossuaire d'Asiago est devenue, de concert avec ceux de Pasubio, Monte Grappa et de Tonezza del Cimone, le symbole de la province de Vicence.

## Galerie d'images

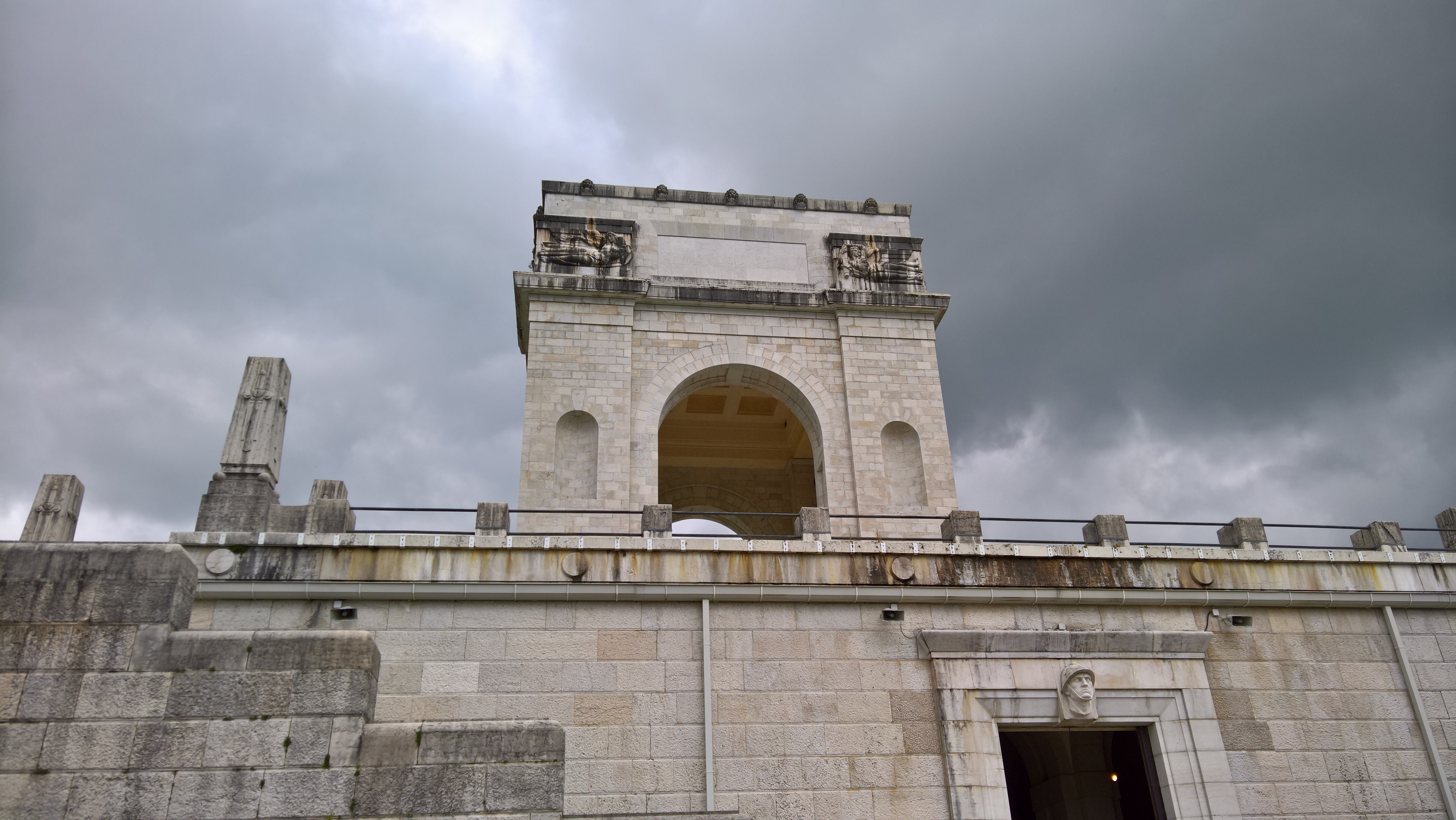
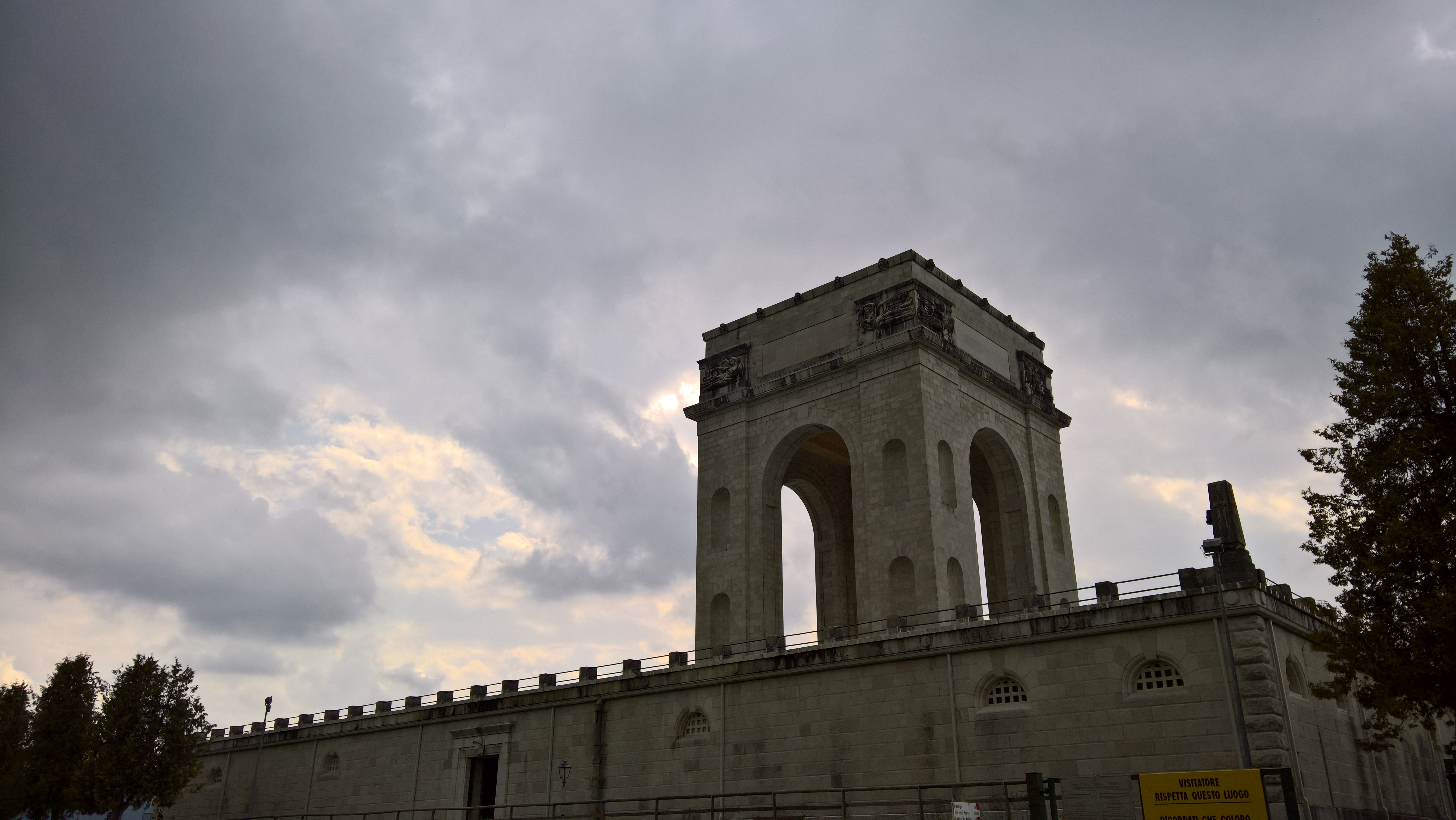
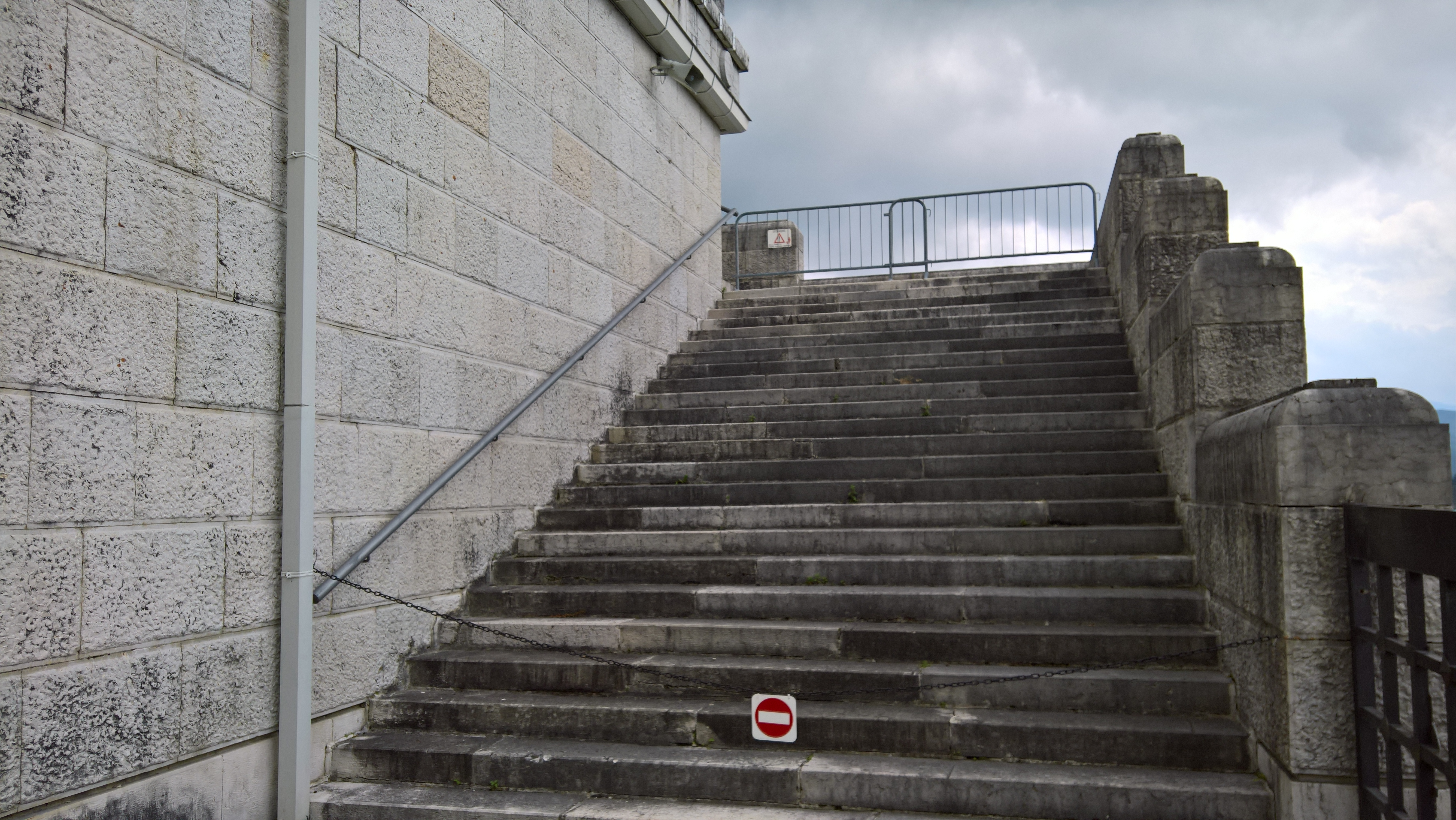
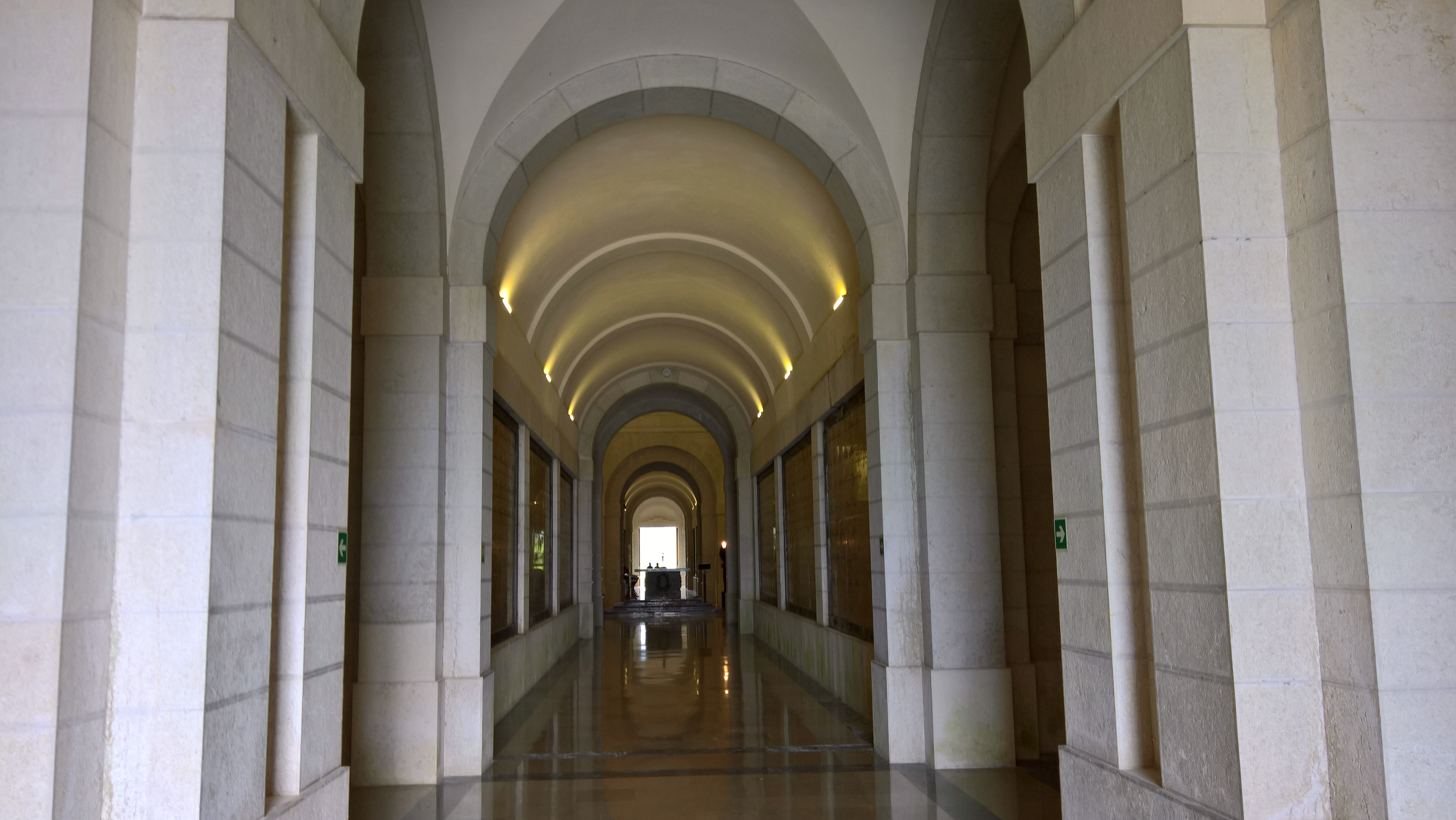
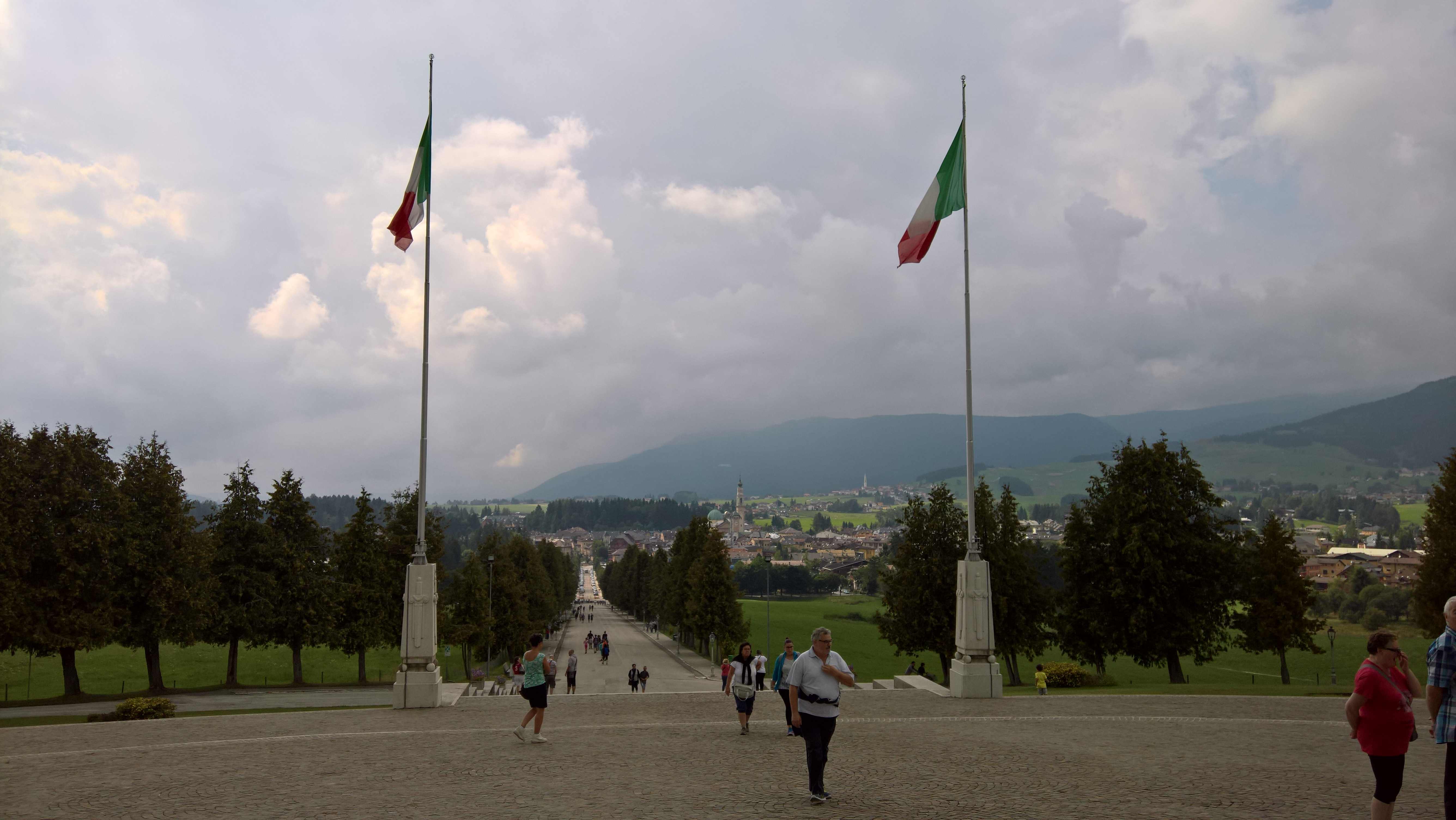
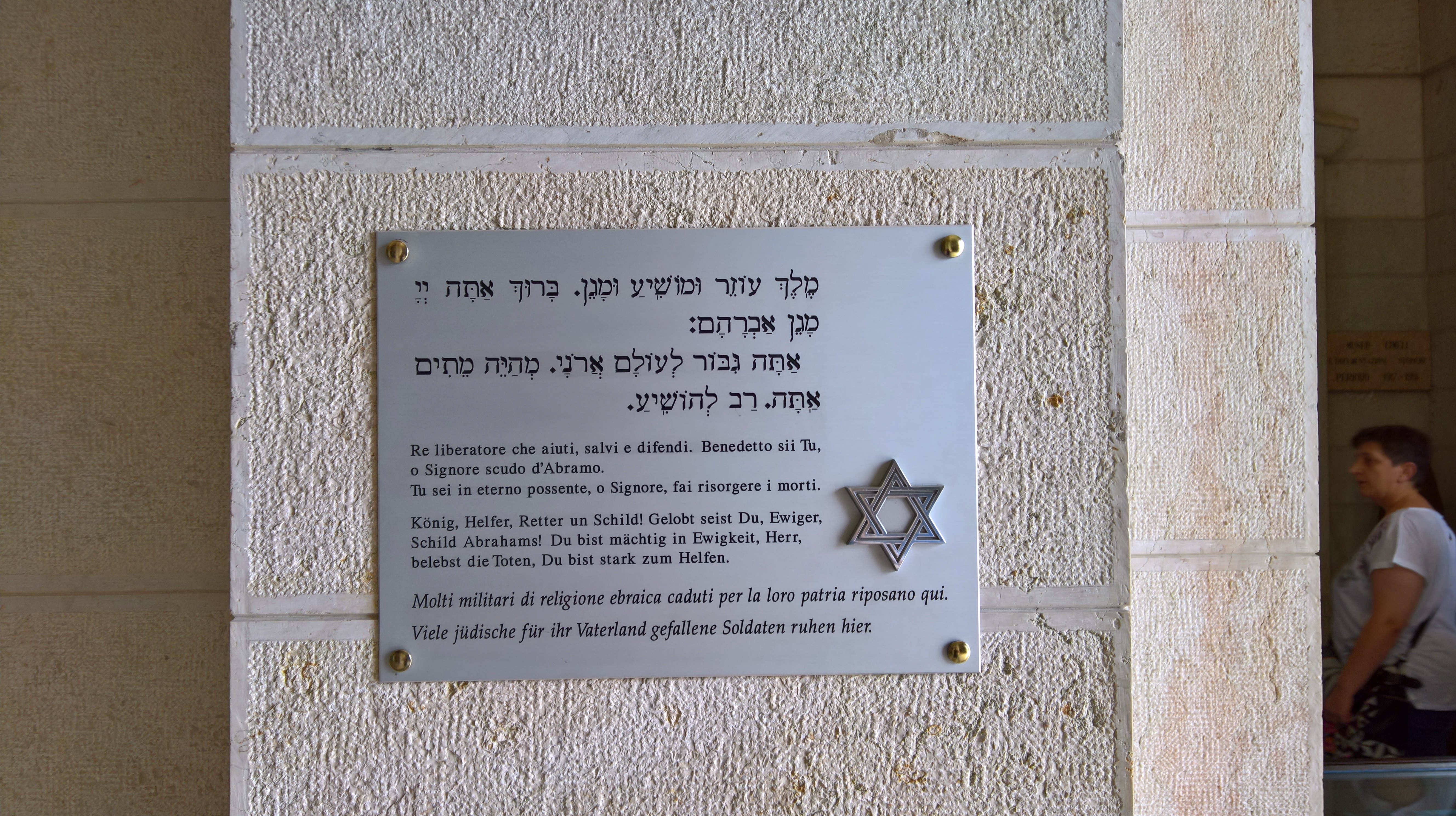
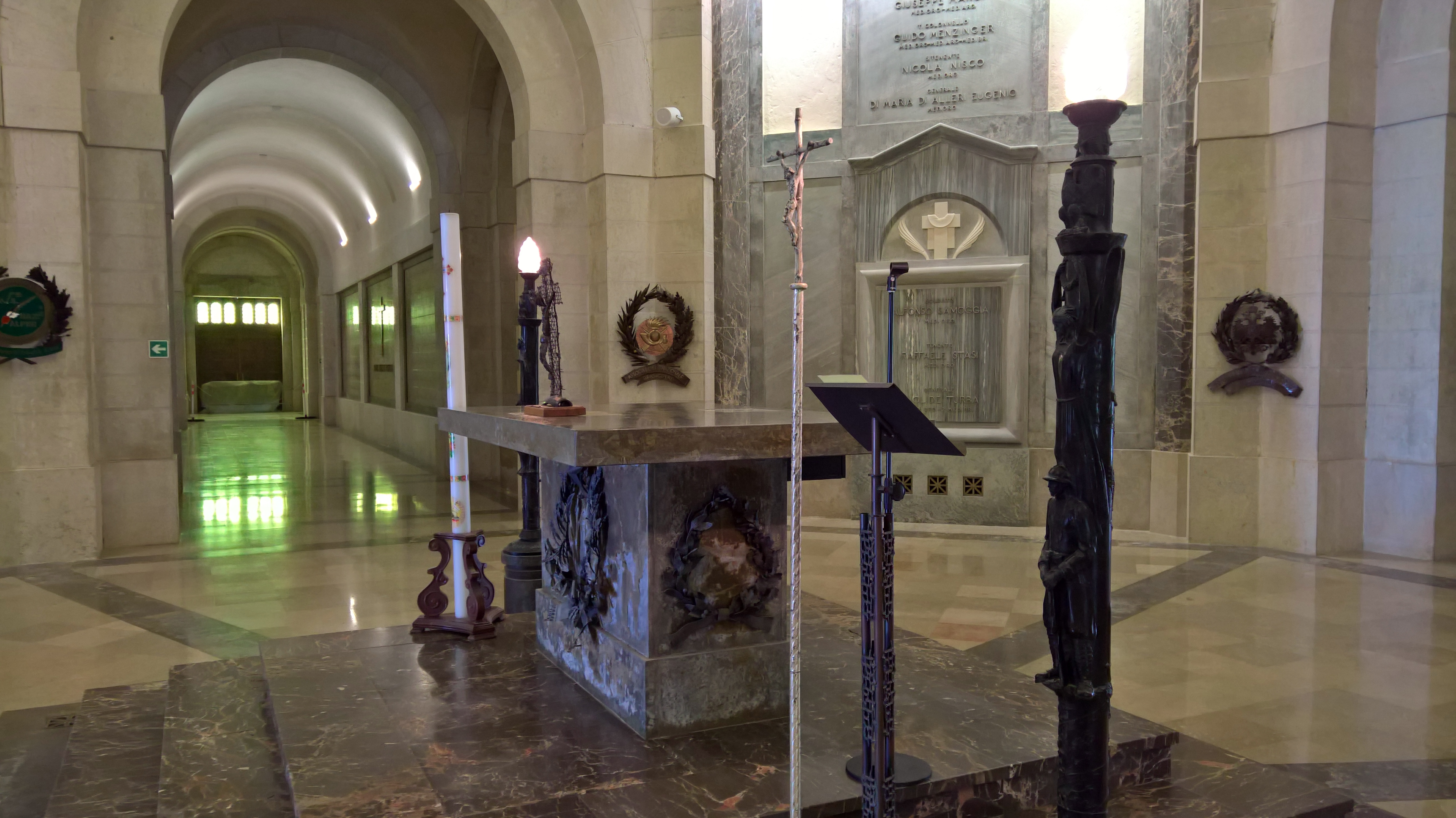
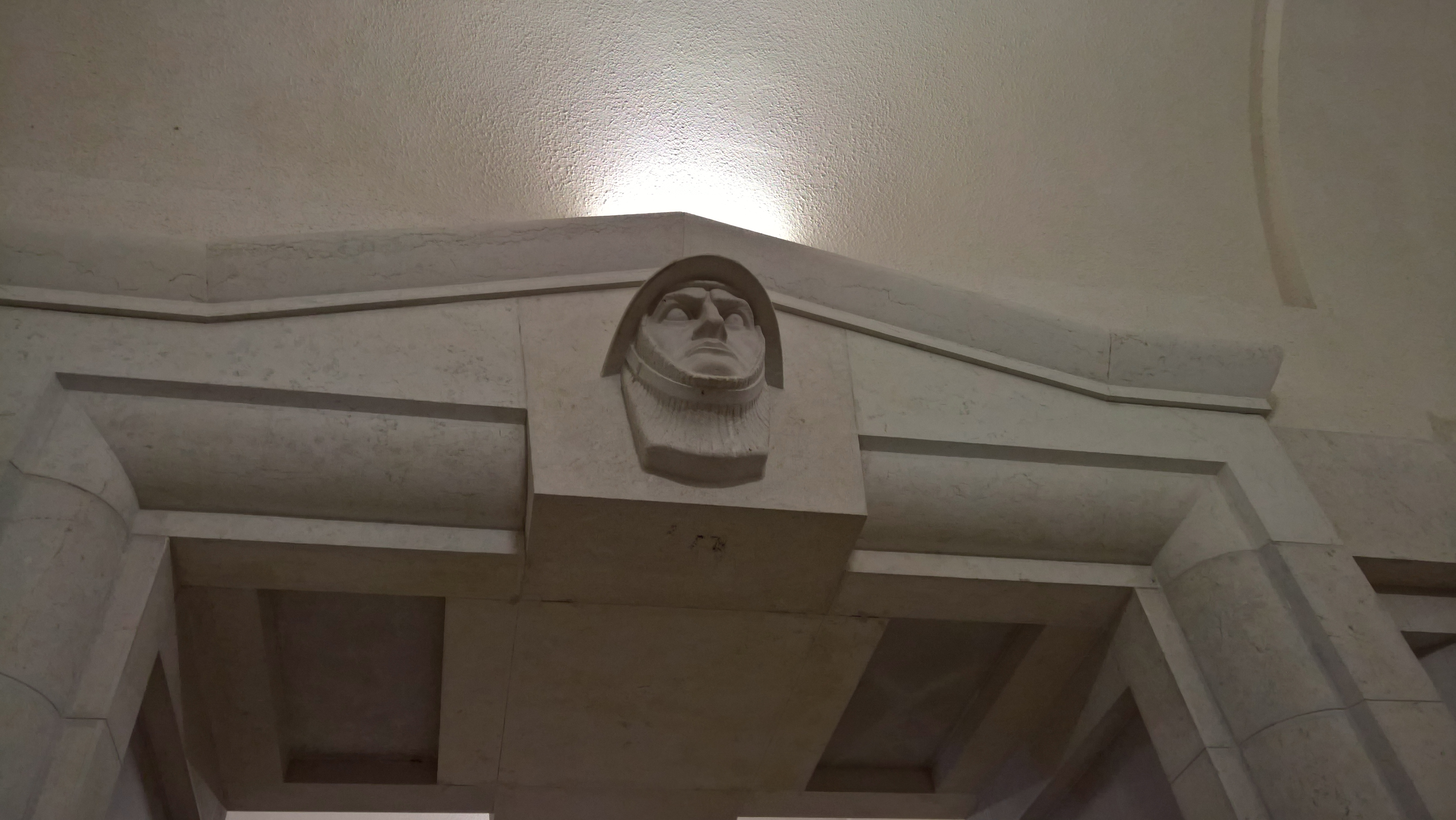
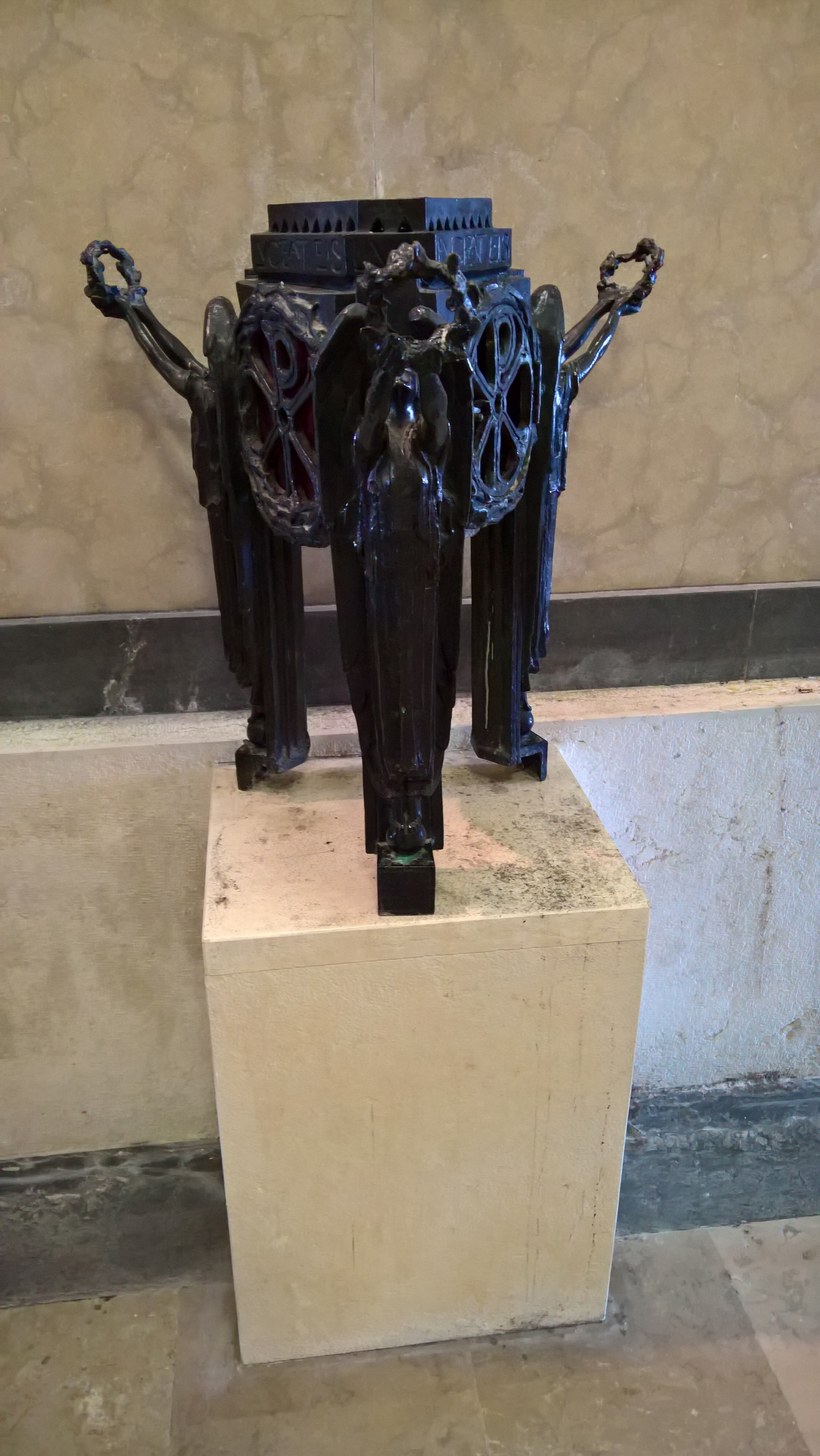
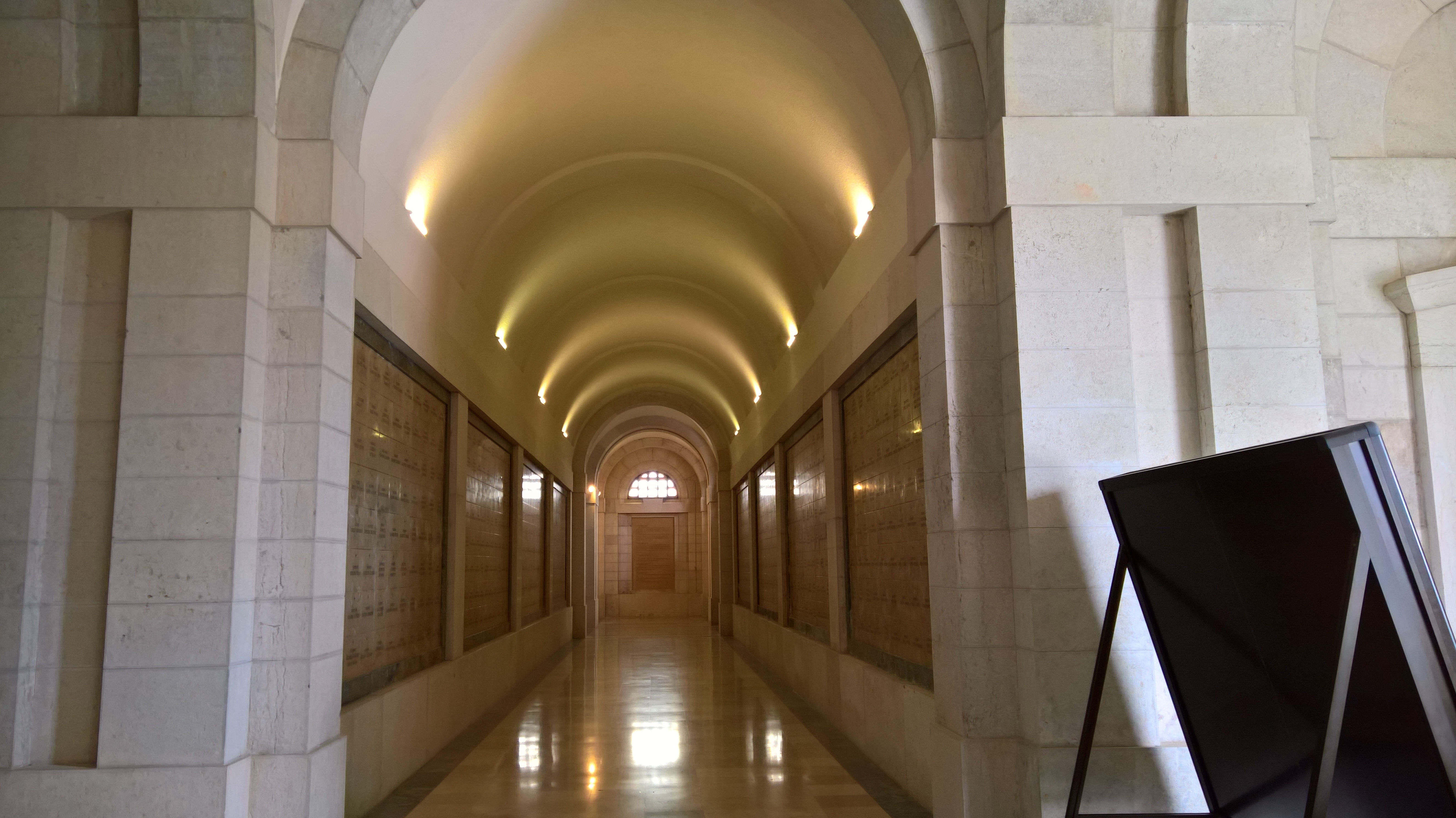
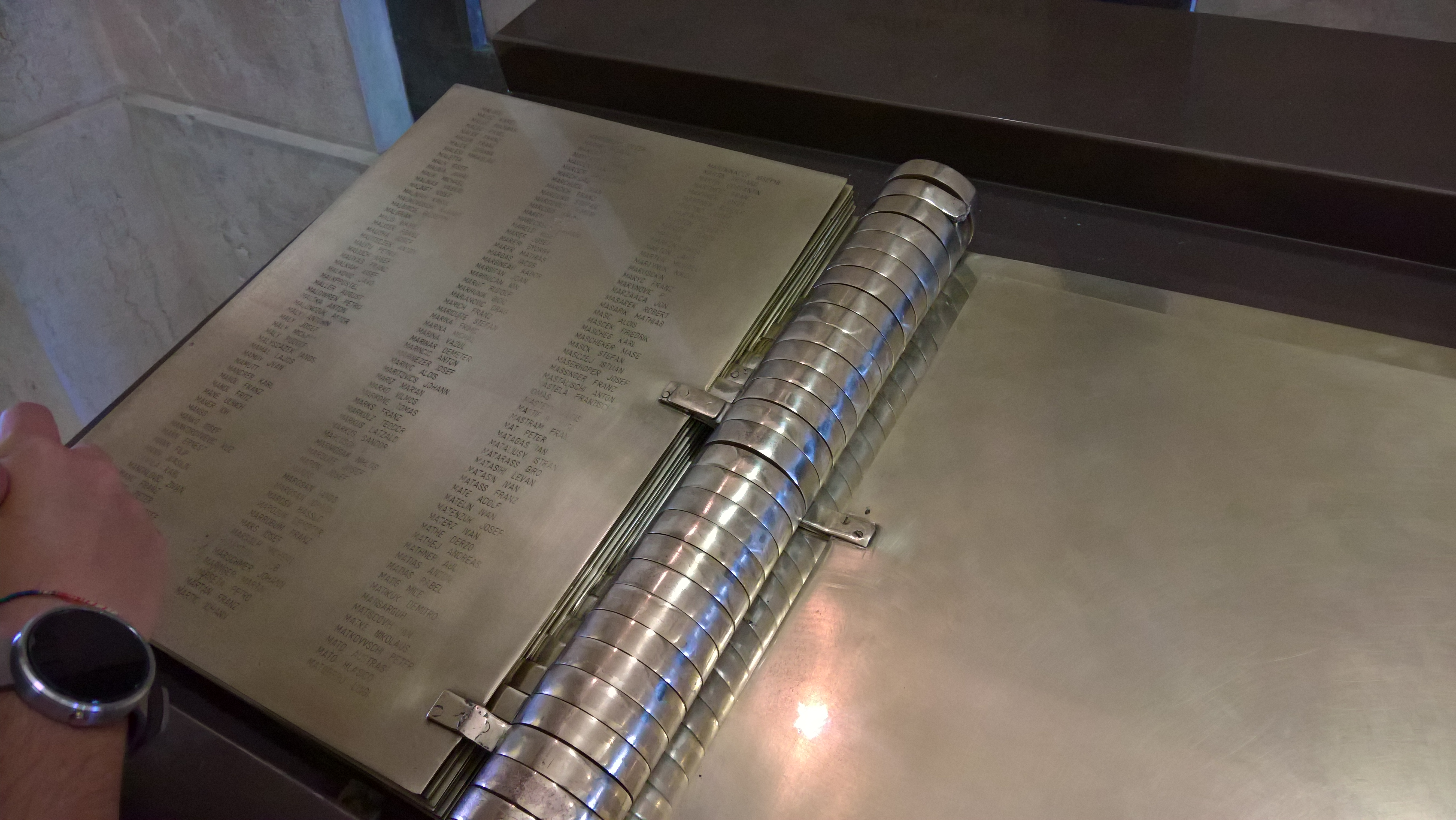
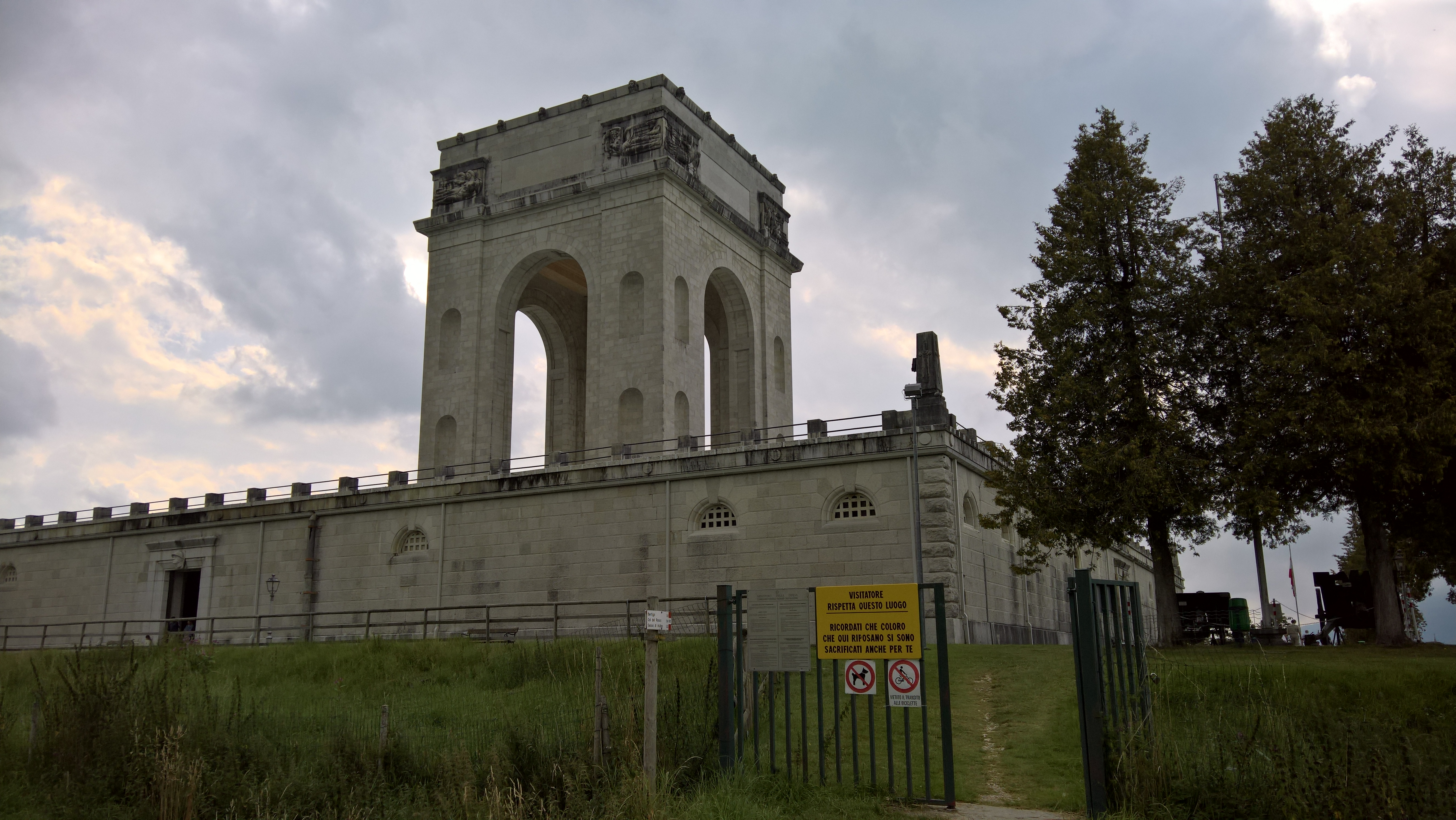
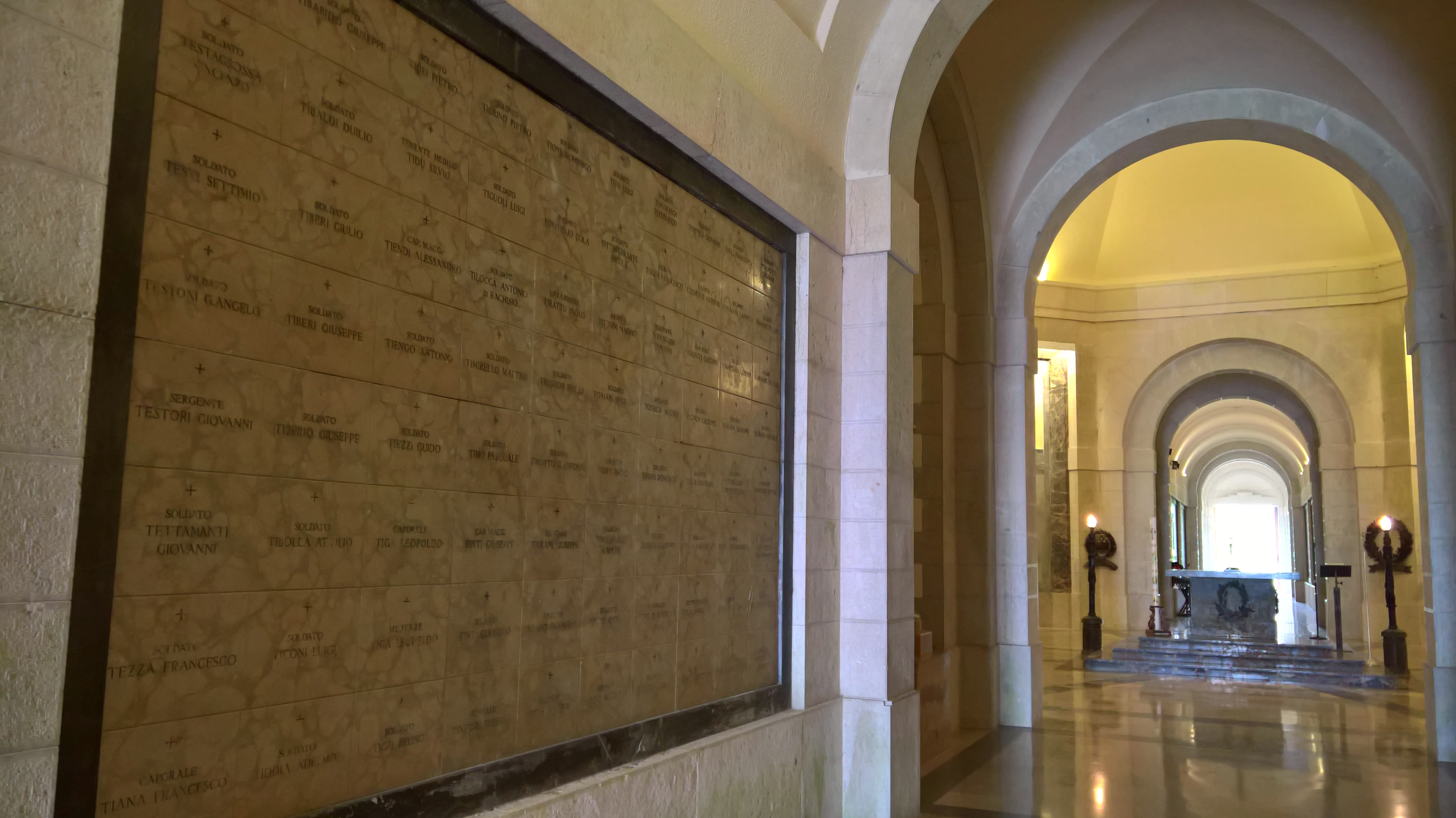
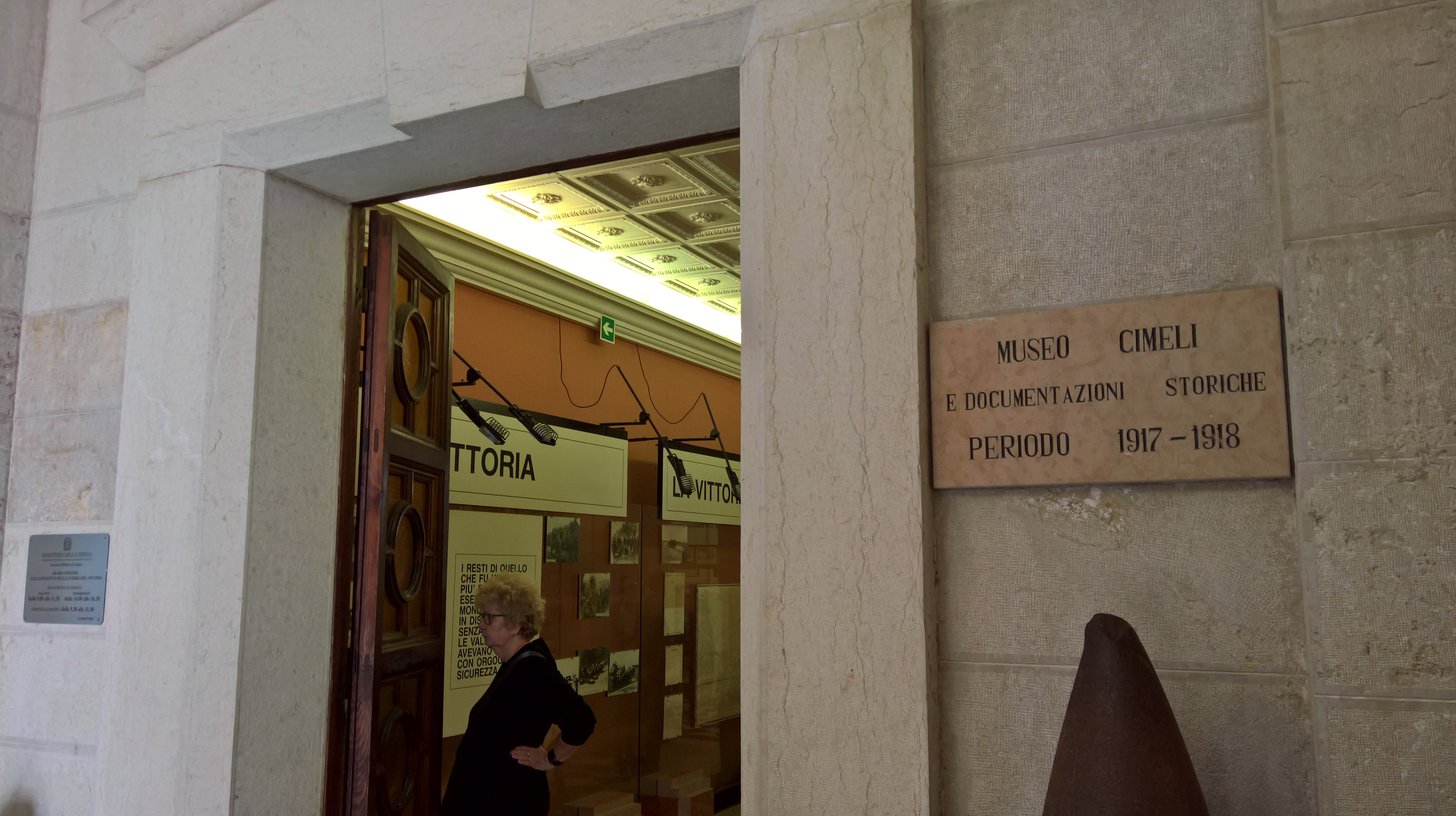
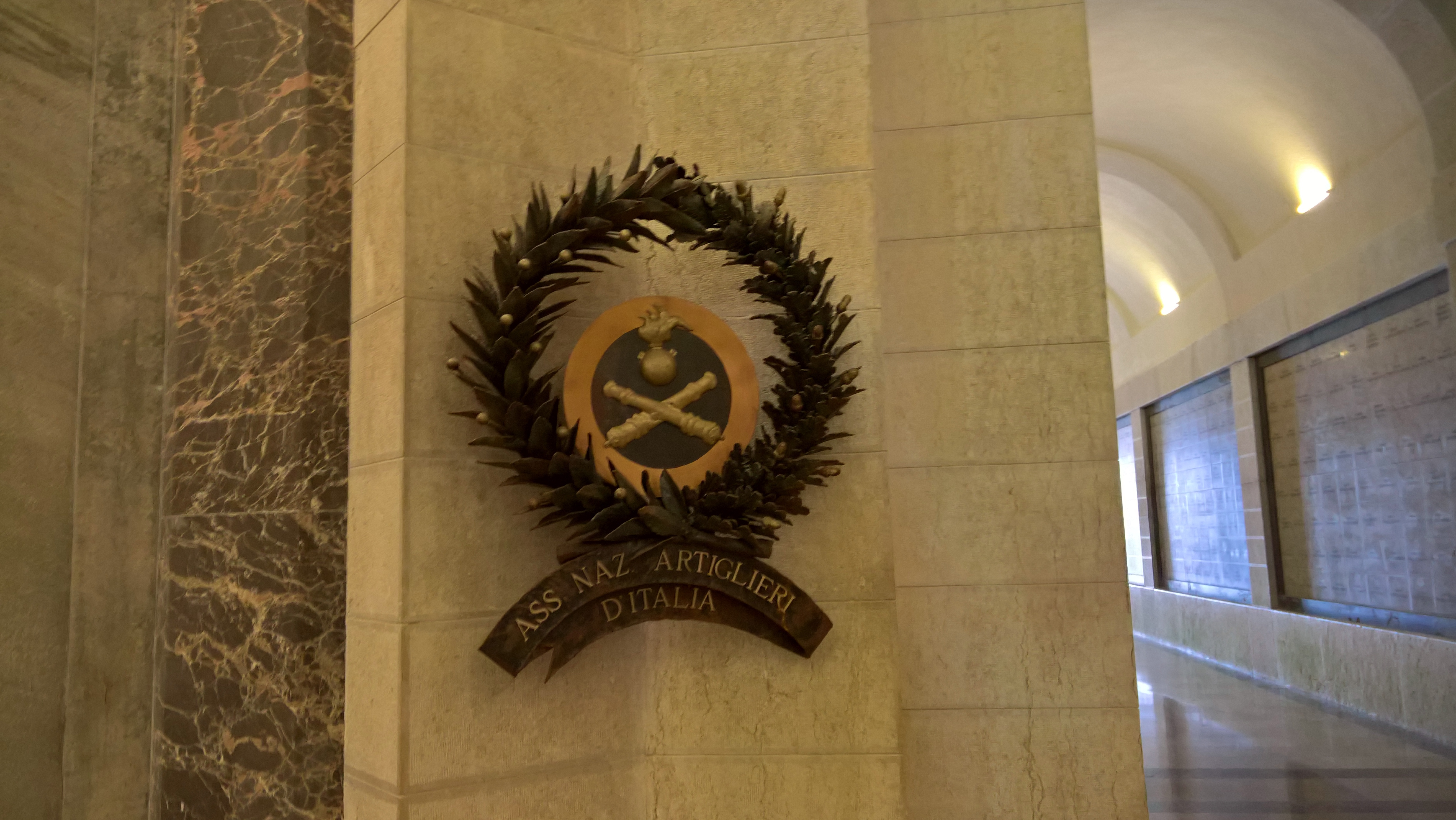
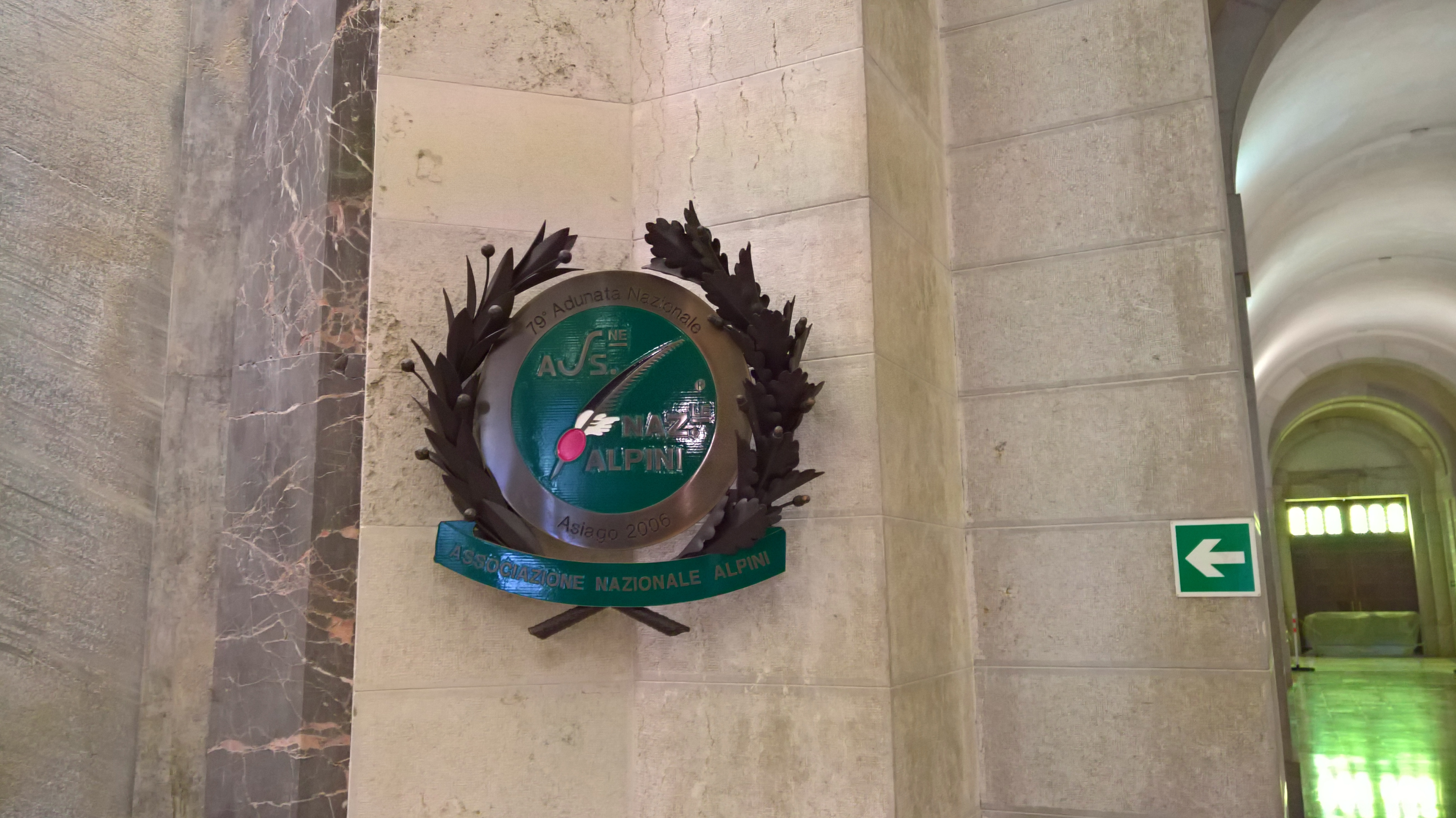
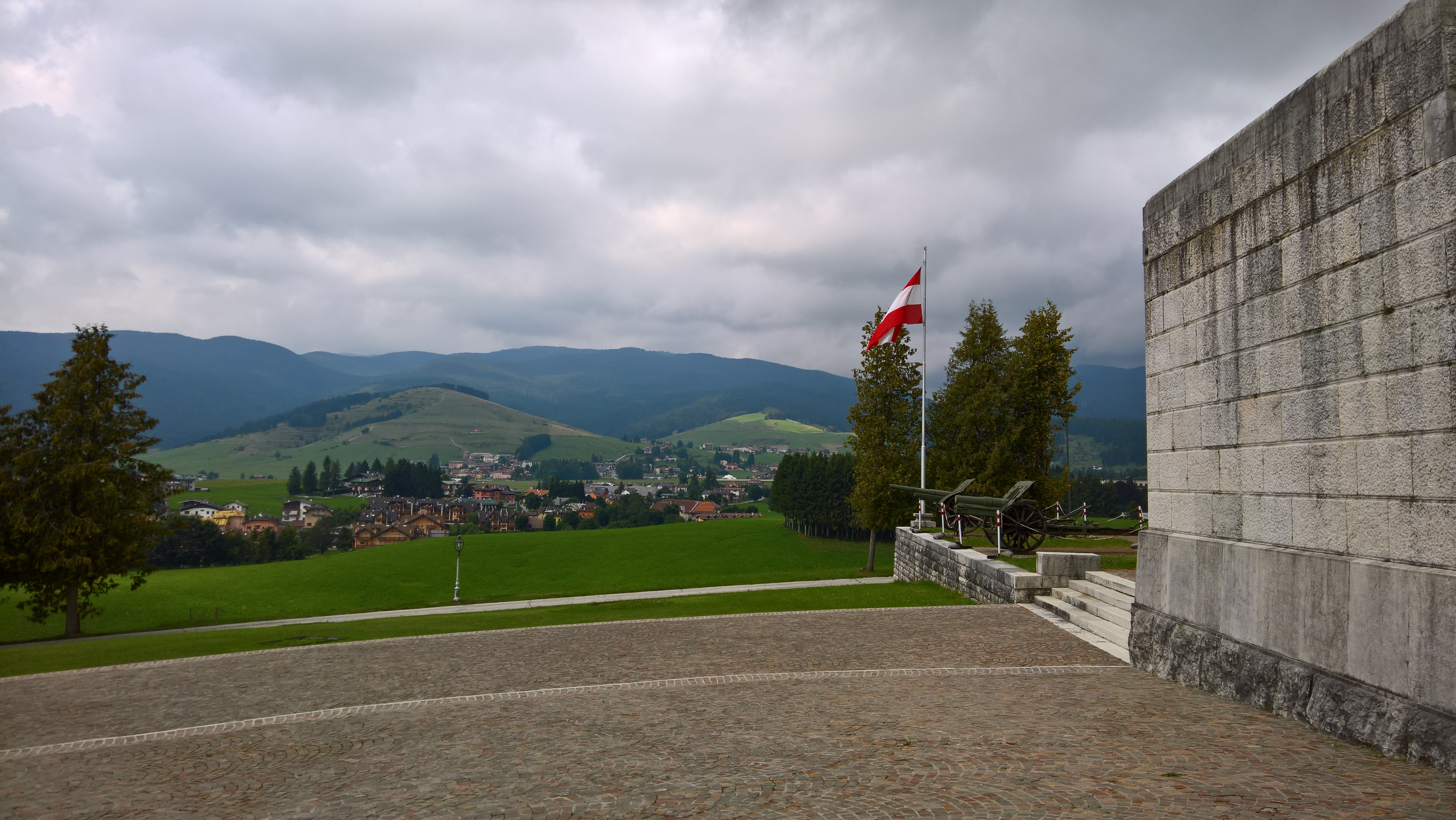